# Johan Heltne
Karl Helge Johan Heltne Holmström, född 9 juni 1977, är en svensk författare, skribent och musiker.

## Musik
Som sångförfattare och musiker har Johan Heltne utkommit med albumen Flyttfåglar (2001), Skisser av en vacker plats (2005), Vetenskapliga bevis att Jesus lever (2008), Sara (2010) och Ett ärr i hjärnan (2017). Ett ärr i hjärnan fick genomsnittsbetyget 3,8 på kritiker.se och beskrevs av Jan Gradvall i Dagens Industri som ”en suggestiv, hedonistisk glimrande produktion som inte låter som något annat i svensk musik just nu”. Trots god kritik av de tre senaste albumen har Johan Heltne förblivit relativt okänd som musikartist.

## Författarskap
Johan Heltnes romandebut Det finns ingenting att vara rädd för gavs ut 2014 på Natur & Kultur. Boken handlar om tonåringen Jonatan som växer upp i Livets Ord i Uppsala och går på församlingens gymnasium. I boken får man bland annat följa Jonatan i de olika miljöerna Livets Ord, en skolresa till Israel och en vistelse på sjukhus. Romanen nominerades till Katapultpriset och fick överlag god kritik, bland annat i Dagens Nyheter, Svenska Dagbladet, Aftonbladet, Expressen och Sveriges radios Kulturnytt. Johan Heltne fick som en av nio författare 2015 års julpris av Samfundet De Nio. Det finns ingenting att vara rädd för har dramatiserats och satts upp på Uppsala Stadsteater. I mars 2019 utkom Johan Heltnes andra roman Emil. Boken handlar om en man som döms och sedan frias för våldtäkt.
Johan Heltne är uppvuxen i Uppsala och bosatt i Stockholm.

## Diskografi
- 2001 – Flyttfåglar
- 2005 – Skisser av en vacker plats
- 2008 – Vetenskapliga bevis att Jesus lever
- 2010 – Sara